# Сильвакан (аббатство)
Сильвака́н (фр. Silvacane) — бывшее цистерцианское аббатство во Франции, в Провансе, расположенное на восточной окраине города Ла-Рок-д'Антерон в долине реки Дюранс. Памятник романской архитектуры XIII века. Монастыри Сильвакан, Сенанк и Тороне — три наиболее известных цистерцианских аббатства Прованса и часто называются «три провансальские сестры» (фр. trois sœurs provençales). Монастырь основан в 1144 году, закрыт в 1443 году.

## История

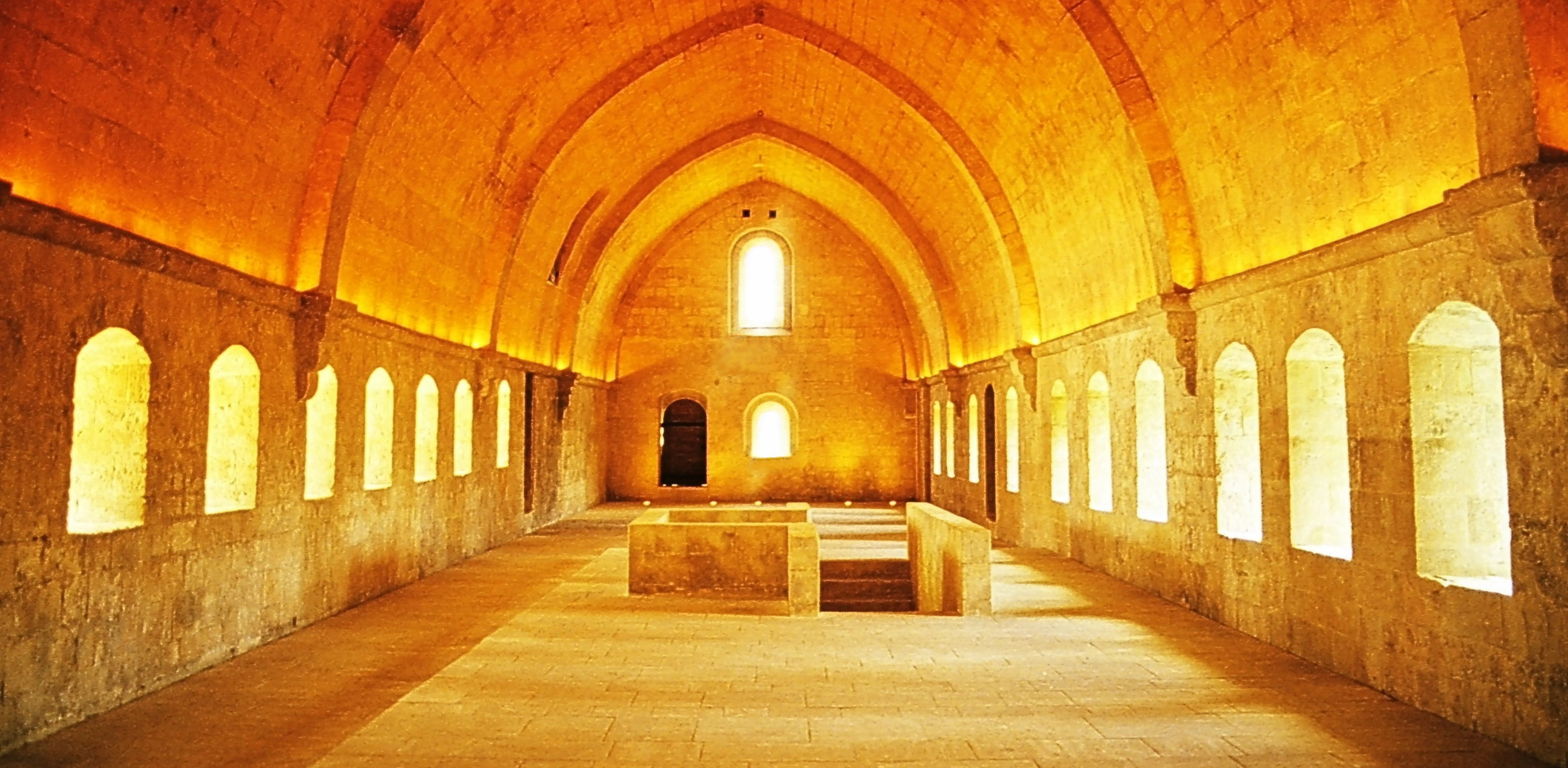
Трапезная аббатства

Орден цистерцианцев был основан святым Робертом Молемским в 1098 году, как орден строгого соблюдения устава святого Бенедикта. До 1113 года единственным монастырём цистерцианцев оставался Сито (фр. Cîteaux, лат. Cistercium), давший ордену название. Начиная с 20-х годов XII века орден испытал бурное развитие.
Монастырь Сильвакан был основан около 1144 года, в отличие от двух других «провансальских сестёр» принадлежит не к ветви Сито, а к ветви Моримона. Аббатство процветало вплоть до середины XIV века. В 1358 году монастырь был разграблен вооружённым отрядом из города Обиньян, с этого момента начал клониться к упадку. К середине XV века финансовые проблемы монастыря привели к его упразднению, оставшиеся монахи переведены в другие монастыри. Здания и территория аббатства переданы в собственность капитула кафедрального собора Экса, а монастырская церковь стала обычным приходским храмом города Ла-Рок-д'Антерон.
В XVII и XVIII веках все сооружения бывшего монастыря кроме церкви были заброшены и постепенно разрушались. Во время Великой французской революции церковь и полуразрушенные здания были проданы с аукциона и превращены частными владельцами в ферму.

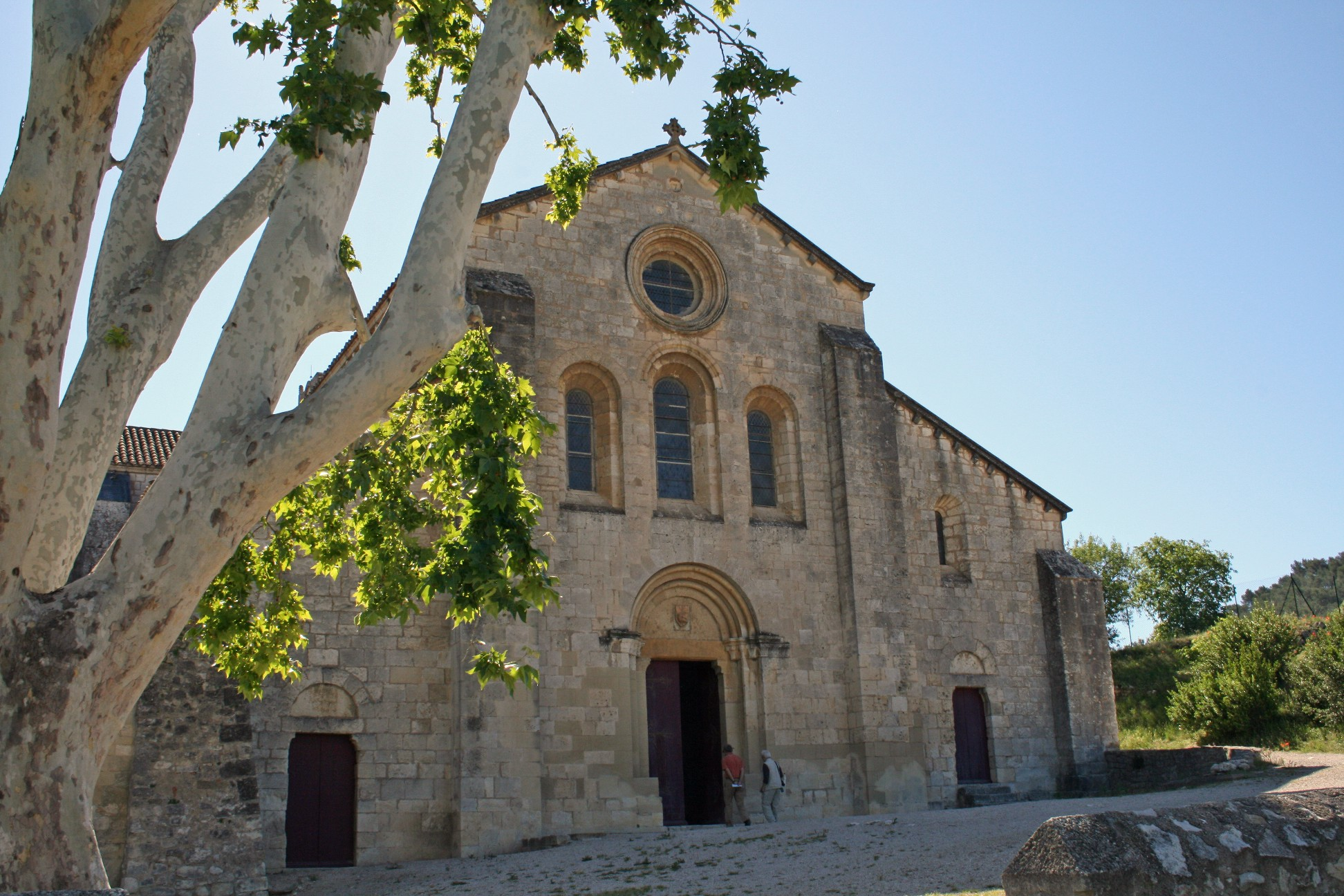
Церковь

В 1846 году по инициативе первого главного инспектора исторических памятников Франции Проспера Мериме государство выкупило у частных лиц церковь аббатства, которая была объявлена историческим памятником. В этот же период проведена её реставрация. Прочие строения Сильвакана оставались в частных руках до 1949 года, когда они в свою очередь были выкуплены государством. В 90-е года XX века проведена масштабная реставрация зданий бывшего монастыря.
В настоящее время Сильвакан открыт для публичного доступа (посещение платное) и не используется для религиозных целей. Периодически на территории бывшего монастыря проводятся культурные мероприятия, такие как Фестиваль фортепьянной музыки в Ла-Рок-д’Антерон, Сильваканский фестиваль вокальной музыки и др.

## Архитектура
Церковь Сильвакана выстроена в романском стиле с рядом готических элементов. В плане представляет собой базилику с трансептами. Её сооружение шло с 1175 по 1230 год. Интерьер характеризуется минималистичностью декоративных элементов, характерной для строгого цистерцианского ордена.
Зал капитулов и комната отдыха в восточной части монастыря построены в XIII веке. Клуатр, окружённый галереями с романскими арками также датируется XIII веком. К северу от клуатра находится трапезная (конец XIII века), в архитектуре которой содержится уже больше готических черт. Трапезная — наиболее декоративно украшенное сооружение монастыря, что связано с ослаблением в конце века строгих правил Бернара Клервоского.